# 幢 (佛具)
幢（羅馬化：dhvajā，音译驮缚若、脱阇，羅馬化：ketu，音译计都；藏語：རྒྱལ་མཚན་，威利转写：rgyal mtshan，THL：gyel-tshen），又叫宝幢、法幢、天幢，是佛教道场的莊嚴之具，属于旗类的一种。

## 经文记载
- 《大日经疏》九曰：“梵云驮缚若，此翻为幢。梵云计都，此翻为旗。其相稍异，幢但以种种杂色丝标帜庄严，计都相亦大同，而更加旒旗密号，如兵家画作象龙鸟兽等种种类形，以为三军节度。”
- 《演密钞》五曰：“释名曰：幢者童也，其貌童童然，即军中独出之谓也。”

## 表法意义

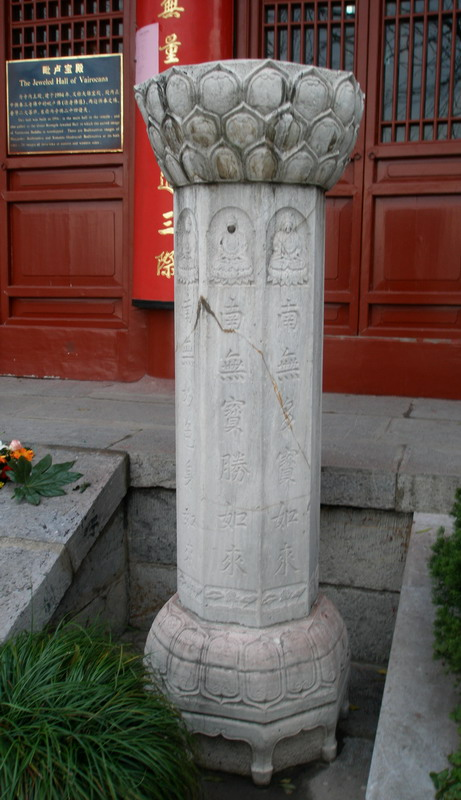
南京鸡鸣寺中的石刻经幢

幢在世俗中是王者的儀仗之物，也是将领们指挥用的军旗之类。佛陀被称做法王，具有降伏一切魔军的威神之力，便以幢作為供養莊嚴佛菩薩的器具。因此，還把佛陀宣說佛法称做“建法幢”，谓建立道场。
幢在佛教裡有较多的表法应用，在佛菩萨的名称裡也能见到，如宝幢如来（ratna-ketu-tathagata）、金刚幢菩萨（vajra-ketu-bodhisattva）等等。

## 構造

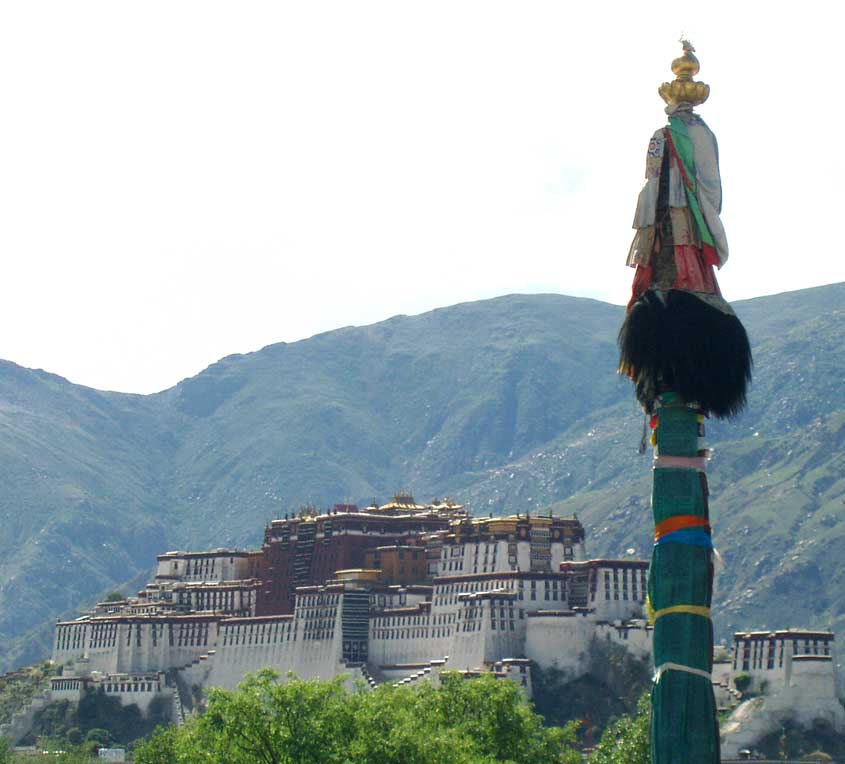
布達拉宮前的幢

幢的质料，不外乎绢布绸缎丝帛之类。也有用木、石等製成的，称爲木幢、石幢（见石灯笼）等。
幢沒有十分固定的製式，通常在幢身下附綴的條形旗幟而製成。幢身或成竖立的长方形，或爲四方翘起的较突出的顶盖；在幢身的两边，间隔配置八条或者十条丝帛，下边配置两条丝帛。在幢身上也有绣织佛像的，也有描绘彩画的，還能寫上經文，稱爲經幢。
若在幢竿顶上安置摩尼宝珠（如意宝珠），则称做如意幢、摩尼幢。有的幢顶还安置人头、骷髅头，是不净观、屍陀林怙主法门的一种体现，称做檀拿幢、人头幢。還有一種勝利幢（藏語：མཆོག་གིརྒྱལ་མཚན་，威利转写：mchog gi rgyal mtshan），爲藏傳佛教吉祥八寶之一。
幢和幡都属于旌旗类，用途相当，而依形状作区别，汉地通常谓圆桶状者为幢，长片状者为幡。幢和幡有著不相上下的功德；若有人向塔寺道场，施幢供养，必能获得殊胜果报。有将幢、幡合一者，称爲幢幡。